# 斯普林希爾 (比伯縣)
斯普林希爾（英語：Spring Hill）是一個位於美國阿拉巴馬州巴伯縣的非建制地區。該地的面積和人口皆未知。

## 地理
斯普林希爾的座標為32°04′46″N 85°20′13″E / 32.079445°N 85.336944°E，而該地最高點為海拔高度114米（即374英尺）。